# Lunca Bonțului
Lunca Bonțului – wieś w Rumunii, w okręgu Kluż, w gminie Fizeșu Gherlii. W 2011 roku pozostawała niezamieszkana.